# 孙扎
43°19′N 45°04′E / 43.317°N 45.067°E
孙扎（俄语：Сунжа）为俄罗斯印古什共和国孙任斯基区行政中心，位于孙扎河河谷，东北距纳兹兰22公里，西距格罗兹尼47公里。2016年前曾名为奥尔忠尼启则。2010年人口61,598；2002年人口65,112；1989年人口17,318。